# Victor Chauvin

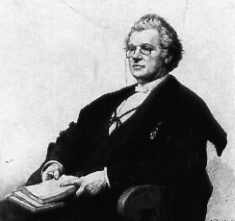
Victor Chauvin

Victor Chauvin (Lieja, 16 de diciembre de 1844 – 19 de noviembre de 1913), fue un profesor de árabe y hebreo de la Universidad de Lieja, escribió varios libros notables sobre la literatura y el folclore del Oriente Medio, orientalismo, historia de la Biblia, y la charia, incluyendo L`histoire de l`Islamisme y Bibliographie des Ouvrages Arabes Ou Relatifs Aux Arabes Publies Dans L'Europe Chretienne De 1810 a 1885.